# Martin Zauner (Politiker)

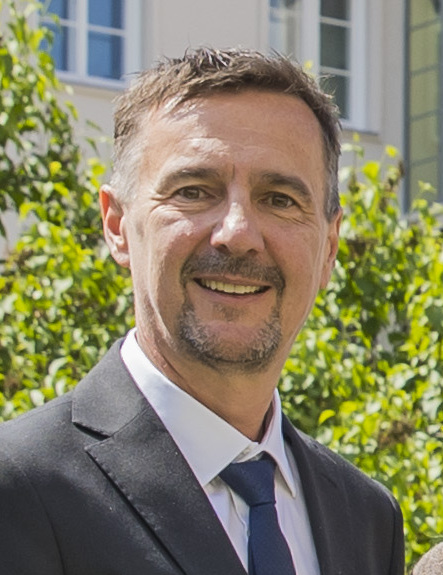
Martin Zauner (2023)

Martin Zauner (* 5. Mai 1971 in Bad Aussee) ist ein österreichischer Politiker der Freiheitlichen Partei Österreichs (FPÖ). Seit dem 14. Juni 2023 ist er Landesrat in der Landesregierung Haslauer jun. III bzw. der Landesregierung Edtstadler.

## Leben
Martin Zauner besuchte nach der Volksschule in Bad Reichenhall und Bruck an der Glocknerstraße von 1981 bis 1985 das Gymnasium Zell am See und anschließend bis 1990 das Gymnasium in Mittersill. Nach der Matura begann er ein Studium der Kommunikationswissenschaft und Politikwissenschaft. Ab 1999 studierte er an der FH Salzburg Informationswirtschaft und Management, das Studium schloss er 2002 als Magister (FH) mit einer Arbeit zum Thema Modernes Reporting: Anforderung an ein Managementinformationssystem am Beispiel der Salzburg AG ab. Von 2011 bis 2013 studierte er Europäische Energiewirtschaft an der FH Kufstein, dieses Studium beendete er als Master of Arts mit einer Diplomarbeit über den Strom-Privatkundenmarkt in Österreich.
Ab 1993 war er beim Land Salzburg im Regierungsbüro und Landtagsklubs tätig, 2001 wechselte er zur Salzburg AG, wo er im Bereich Controlling/Berichtswesen und im Energiebetrieb tätig war und 2017 die Leitung des Service-Bereiches Customer Care und die Geschäftsführung der Salzburg AG Kundenservice GmbH übernahm.
Zauner war von 1999 bis 2002 stellvertretender Obmann im Ring Freiheitlicher Jugend (RFJ) Salzburg. Bis 2017 gehörte er der Gemeindevertretung von Bergheim an. Am 14. Juni 2023 wurde er vom Salzburger Landtag von 22 der 36 Abgeordneten zum Landesrat in der Landesregierung Haslauer jun. III gewählt. Als Landesrat verantwortet er die Ressorts Raumordnung, Wohnen, Sport und Grundverkehr. Aufgrund einer Auszeit aus gesundheitlichen Gründen von Landesrat Christian Pewny ab Mai 2025 übernahm Zauner gemeinsam mit Marlene Svazek vorübergehend die Agenden von Pewny.
Zauner ist Alter Herr der Akademischen Sängerschaft Hohensalzburg.